# Daniel Askill
Daniel Askill (Sydney, 1977) é um cineasta australiano.